# Geuzenpop
Geuzenpop was een pop/rock-festival dat elk jaar in augustus plaatsvond in Enschede. De locatie was recreatiegebied Het Rutbeek.

## Geschiedenis
Het festival begint in 2004 als een kleinschalig benefietfestival voor scouting. Het vindt in augustus plaats in het recreatiegebied Het Rutbeek in Enschede. In 2005 wordt het festival groter opgezet en zijn er achttien bands, een diskjockey en een festivalmarkt. Uitgenodigde bands zijn dat jaar The Apers, Hallo Venray, Linked, Face Tomorrow, The Palookas en het lokale Enorm en Shiver. Het bezoekersaantal is vijfhonderd. In 2006 komt er steun van de gemeente en is er voor het eerst voorafgaand aan het festival een bandcompetitie "Plankenkoorts". De drie winnaars verdienen een optreden op het festival. In totaal spelen op 2 september 2006 27 bands en een DJ waaronder Jovink & The Voederbietels, I.O.S. (Is Ook Schitterend), Mark Foggo, Volbeat, VanKatoen, Green Lizard en de Showcase van Mansardo. Er zijn drie podia en het bezoekersaantal is 1000.
De derde editie (2007) komt beter op gang. Grotere namen als After Forever, El Guapo Stuntteam, Malle Pietje & the Bimbo's, Moke, het Duitse Mad Sin en het Deense As We Fight doen het goed op de posters.
Het festival wordt uitgebreider met onder andere de ATAK Danstent. Een circustent met heel veel DJ's van Basic Grooves en X-it Phoenix in alle dansbare stijlen.
Het bezoekersaantal bedraagt 1500 man.
De vierde editie (2008) begint voor het eerst op vrijdag, de start om naar een meerdaags festival te groeien.  Optredens zijn er van onder meer  Peter Pan Speedrock, GEM, Delain, Textures, Autumn, Mr. Love & the Stallions, ZEUS, Apparatschik, Doll's House en Vanilla Sky.
De vijfde editie (2009), het eerste lustrum, is nog groter. Namen als Infadels, Epica, De Staat, Sonic Syndicate, Janez Detd, T.I.M., Hit Me TV, Elle Bandita, Filthy Nelly, Death Letters en Kleazer staan op het affiche (in totaal 57). Het aantal bezoekers is verdubbeld t.o.v. 2008, ruim 3000 man.
De zesde editie (2010) staat vol met regionale, nationale en internationale bands als Go Back to the Zoo, Peter Pan Speedrock, Kontrust, Intwine, Bettie Serveert, The Mad Trist, Shaking Godspeed, Memphis Maniacs, Paceshifters, Woody & Paul, A La Din, Fingers On Fire, Velvet Monk, VrouwEnZo, Black Sun Empire en vele anderen. De nieuwe weg die wordt ingeslagen met het dance-programma brengt niet het gewenste resultaat. De camping is uitverkocht en de vrijdag is drukker dan ooit, ondanks dat het de eerste betaalde vrijdag in de geschiedenis is. De zaterdag is door de vele regen een stuk minder bezocht.
De zevende editie (2011) heeft wederom een goede variatie aan bands zoals de Heideroosjes, Diablo Boulevard, Stefany June, The Black Box Revelation, The Mahones, Leaves' Eyes, Destine, The Gathering en Guild of Stags. 
In totaal zijn er meer dan 4000 bezoekers op Geuzenpop 2011.
Op de achtste editie (2012) trekt de vergrote camping (uitverkocht) een recordaantal bezoekers. Op de podia spelen namen zoals Epica, Ignite, Death By Stereo, Mucky pup, Automatic Sam, Birth of Joy en de Heideroosjes. In totaal mag de organisatie bijna 5000 bezoekers verwelkomen.
Door financiële problemen hield het festival daarna op te bestaan.